# Breniza-Gletscher
Der Breniza-Gletscher (bulgarisch ледник Бреница lednik Breniza) ist ein 14 km langer und 4,5 km breiter Gletscher an der Oskar-II.-Küste des Grahamlands auf der Antarktischen Halbinsel. Von den Südhängen des Foster-Plateaus fließt er südwestlich des Drygalski-Gletschers und westlich des Rogosch-Gletschers in südlicher Richtung und mündet östlich des Mount Quandary und des Hektoria-Gletschers in das Vaughan Inlet.
Britische Wissenschaftler kartierten ihn 1978. Die bulgarische Kommission für Antarktische Geographische Namen benannte ihn 2012 nach Ortschaften im Norden und Nordosten Bulgariens.